# WNBA의 상 목록
WNBA의 상 목록 (영어: WNBA Individual awards)으로 매 시즌이 끝나면 수여하는 최우수선수상, 우수후보선수상, 신인상, 기량발전상, 수비선수상, 코치상 등의 목록이다.

## 같이 보기
- NBA의 상 목록
- NBA G 리그의 상 목록
- ABA의 상 목록